# Chernes horvathii
Chernes horvathii är en spindeldjursart som beskrevs av Daday 1889. Chernes horvathii ingår i släktet Chernes och familjen blindklokrypare.
Artens utbredningsområde är Azerbajdzjan. Inga underarter finns listade i Catalogue of Life.